# Helga Rühle von Lilienstern
Helga Rühle von Lilienstern (* 14. Oktober 1912 in Berlin; † 7. April 2013 in Hildburghausen) war eine deutsche Grafikerin und Historikerin.

## Werdegang
Sie entstammt der Adelsfamilie Rühle von Lilienstern. Schon in jungen Jahren illustrierte sie als Grafikerin für ihren Onkel Hugo (1882–1946) die Dokumentation seiner prähistorischen Saurierfunde. Zu Beginn der 1950er Jahre erstellte sie das erste Nachkriegsinventar des Stadtmuseums von Hildburghausen. Später war sie als wissenschaftliche Illustratorin für das Museum für Ur- und Frühgeschichte in Weimar, die Humboldt-Universität und in Jena tätig.
Nach ihrer Übersiedlung in die Bundesrepublik im Jahr 1958 war sie mehr als 20 Jahre Pressesprecherin des Chemiekonzerns BASF. Nach der Wiedervereinigung kehrte sie nach Hildburghausen zurück. Dort erforschte sie das Leben des Dunkelgrafen und der Dunkelgräfin. Ihre Ergebnisse sind in mehreren Büchern publiziert.

## Ehrungen
- 2011: Verdienstkreuz am Bande der Bundesrepublik Deutschland

## Schriften
- Dunkelgraf und Dunkelgräfin im Spiegel vor Zeugen und Mitwissern. Verlag Frankenschwelle, Hildburghausen 2000, ISBN 3-86180-067-5
- Die Unbekannten von Eishausen. Dunkelgraf und Dunkelgräfin im Spiegel zeitgenössischer Veröffentlichungen. Verlag Frankenschwelle, Hildburghausen 2003, ISBN 3-86180-056-X
- Das große Geheimnis von Hildburghausen. Auf den Spuren der Dunkelgräfin. Salier Verlag, Leipzig u. Hildburghausen 2012, ISBN 978-3-939611-69-1 (mit Hans-Jürgen Salier)